# Rajecké Teplice
Rajecké Teplice és una ciutat d'Eslovàquia. Es troba a la regió de Žilina.

## Història
La primera menció escrita de la vila es remunta al 1376.

## Demografia
| Godina             | 1994 | 2004   | 2014   | 2024   |
| ------------------ | ---- | ------ | ------ | ------ |
| Nombre de persones | 2597 | 2728   | 2948   | 2833   |
| Diferència         |      | +5,04% | +8,06% | −3,90% |

| Godina             | 2023 | 2024   |
| ------------------ | ---- | ------ |
| Nombre de persones | 2847 | 2833   |
| Diferència         |      | −0,49% |

## Ciutats agermanades
- Toplice, Eslovènia
- Dolní Benešov, República Txeca
- Epe, Països Baixos
- Pozlovice, República Txeca
- Wilamowice, Polònia

1. 1 2  «Počet obyvateľov podľa pohlavia - obce (ročne) [om7101rr_obce=AREAS_SK]».   Statistical Office of the Slovak Republic, 31-03-2025. [Consulta: 31 març 2025].